# Kesselberg (Odenwald)
Der Kesselberg zwischen Ober-Hambach und Schannenbach im südhessischen Landkreis Bergstraße ist ein 531,1 m ü. NHN hoher Berg im Odenwald oberhalb der Bergstraße. Der Berg ist stark bewaldet.

## Geographie

### Lage
Der Kesselberg erhebt sich im Westteil des westlichen Odenwaldes im Geo-Naturpark Bergstraße-Odenwald am Nordrand der Waldgemarkung von Heppenheim, etwa 6 km nordöstlich der Kernstadt. Er ist die höchste Erhebung von Heppenheim und liegt zwischen dem Bensheimer Stadtteil Gronau im Nordwesten und dem Lautertaler Ortsteil Schannenbach im Nordosten, beide gelegen im Tal des Meerbachs, der den Odenwald bei Bensheim verlässt und nahe Lorsch in die Weschnitz mündet, sowie zwischen Scheuerberg am Lörzenbach im Südosten und Ober-Hambach am Hambach im Südwesten; alle vorgenannten Bäche entspringen am Kesselberg. Zwischen den Heppenheimer Stadtteilen Scheuerberg und Ober-Hambach zieht sich die Waldgemarkung der Kernstadt auf einem Höhenrücken hindurch als schmaler Streifen bis zur Burgruine Starkenburg. In der anderen Richtung schließt der Kesselberg über einen rund eineinhalb Kilometer langen Rücken an den ostnordöstlich befindlichen und 575,7 m hohen Krehberg an. Auf dem Südosthang liegt die Felsformation Steinschloß. Rund 500 m nordwestlich des Kesselbergs befindet sich der etwa 498 m hohe Nebengipfel Heiligenberg.

### Naturräumliche Zuordnung
Der Kesselberg gehört in der naturräumlichen Haupteinheitengruppe Odenwald, Spessart und Südrhön (Nr. 14), in der Haupteinheit Vorderer Odenwald (145) zur Untereinheit Krehberg-Odenwald (145.5).

## Fauna-Flora-Habitat-Gebiet
Auf dem Kesselberg liegen Teile des Fauna-Flora-Habitat-Gebiets Buchenwälder des Vorderen Odenwaldes (FFH-Nr. 6218-302), das 37,05 km² groß ist.

## Verkehr und Wandern
In den vier rund um den Kesselberg liegenden Ortschaften endet jeweils eine Kreisstraße mit je einem Wanderparkplatz: in Gronau die K 58 mit dem Parkplatz Märkerwald, in Schannenbach die K 56 mit dem Parkplatz Schannenbacher Eck, in Scheuerberg die K 54 mit dem Parkplatz Scheuerberg und in Ober-Hambach die K 57 mit dem Parkplatz Goldbrunnen. Dort beginnen Rundwanderwege im Bereich des Kesselbergs. Darüber hinaus führen der Hessische Radfernweg R9 und der Hessenweg 7, ein 155 km langer Fernwanderweg von Kaub nach Erbach, über den Kesselberg.